# NEOS – Das Neue Österreich und Liberales Forum
NEOS – Das Neue Österreich und Liberales Forum ist eine liberale Partei in Österreich. Sie wurde im Oktober 2012 als NEOS – Das Neue Österreich gegründet und trat zur Nationalratswahl 2013 im Bündnis mit dem Liberalen Forum an, mit dem sie im Jänner 2014 fusionierte. Bei der Wahl zog sie mit 5 % der Stimmen in den Nationalrat ein, was ihr 2017, 2019 und 2024 abermals gelang. Die Partei ist auch im Europäischen Parlament und in sechs von neun Landtagen vertreten (Stand April 2023). In Wien ist sie seit 2020 Teil des Stadtsenats und der Landesregierung. Auf Bundesebene ist NEOS seit März 2025 gemeinsam mit ÖVP und SPÖ Teil der Bundesregierung Stocker.

## Geschichte
Die Partei NEOS ging aus Bewegungen wie „Phönix“ und „Österreich spricht“ hervor, die sich im Jahr 2012 für mehr Demokratie eingesetzt hatten. Bereits seit 2007 hatten sich Politikinteressierte regelmäßig in Wien getroffen, darunter auch die späteren NEOS-Mitbegründer Matthias Strolz und   Veit Dengler. Der Gründungskonvent von NEOS – Das Neue Österreich erfolgte schließlich am 27. Oktober 2012 in der Wiener Urania. Strolz wurde dabei mit 96,2 % zum Vorsitzenden gewählt. Bereits im Jänner 2013 gehörten den NEOS nach eigenen Angaben über 1000 Mitglieder an.
Ein Kerngedanke bei der Gründung war insbesondere die Reform des politischen Systems. Während bei traditionellen Parteien meist mit Funktionären besetzte Parteigremien über Listenplätze entscheiden und einfache Parteimitglieder kaum Mitbestimmungsrechte haben, werden bei NEOS vor jeder Wahl offene Online-Vorwahlen durchgeführt. Bei diesen Vorwahlen kann jeder registrierte Bürger darüber abstimmen, welcher Kandidat ein Mandat erhalten soll. Dadurch soll die Macht von Parteigremien und Parteifunktionären geschwächt und der Einfluss der Bürger gestärkt werden.

### Nationalratswahl 2013

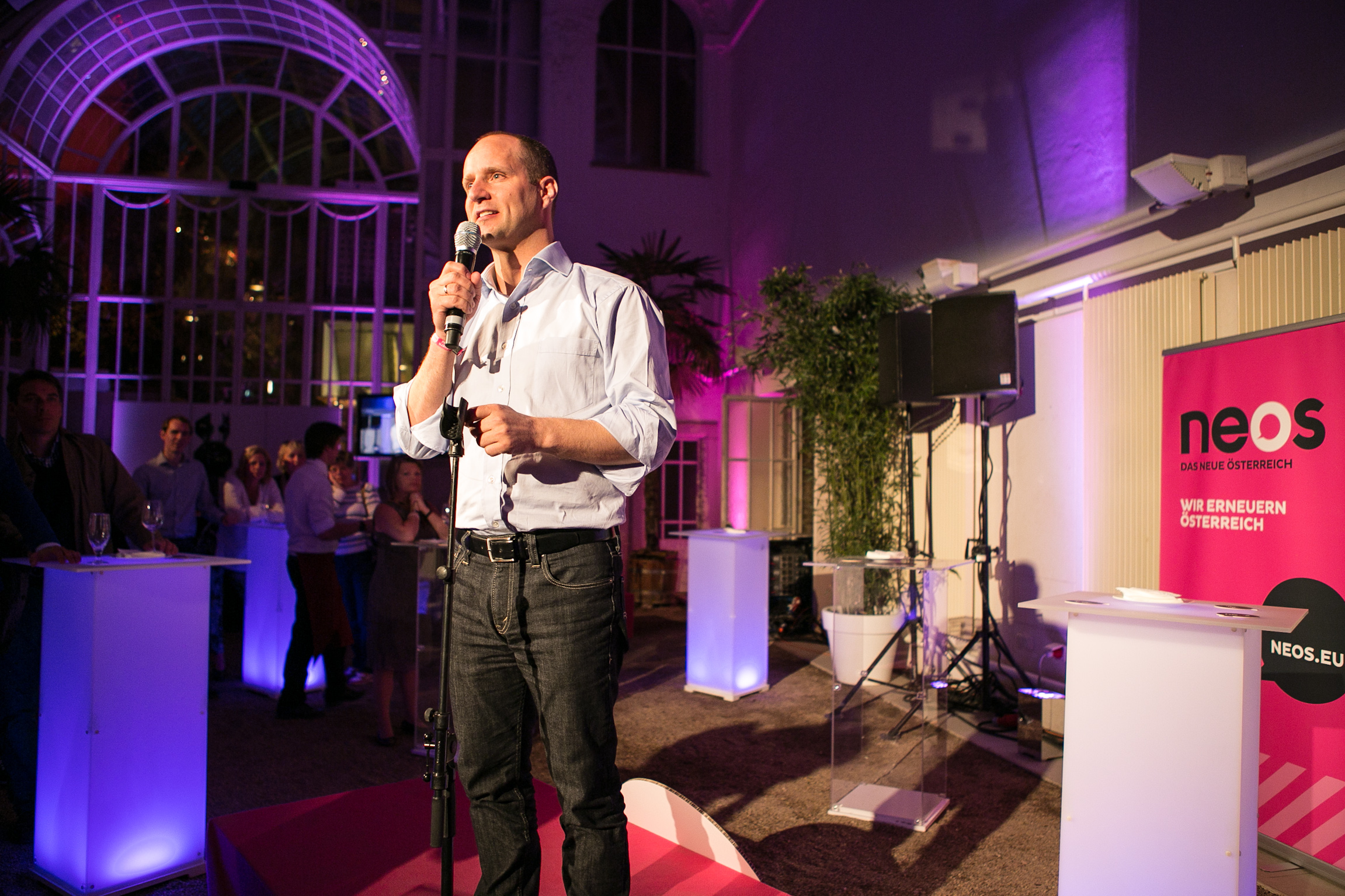
Gründungsvorsitzender Matthias Strolz beim NEOS-Event Es geht auch anders! Das FEST! im Mai 2013.

Anfang März 2013 wurde bekannt, dass NEOS mit dem Liberalen Forum (LIF) und den Jungen Liberalen (JuLis) ein Wahlbündnis gegründet hatte, das unter der Dachmarke NEOS auftrat. Als Ausdruck dieser Partnerschaft waren auch Mitglieder des LIF und der JuLis im Vorstand von NEOS vertreten. Mitte März 2013 traten darüber hinaus auch ehemalige Mitglieder der Grünen Wirtschaft NEOS bei. Darunter befanden sich auch ehemalige Bundes- und Landessprecher. Als weiterer Partner für die Wahlplattform wurde im April 2013 die Online Partei Österreichs bekanntgegeben.
Im April 2013 führte NEOS die ersten öffentlichen Vorwahlen einer Partei zur Erstellung der Bundesliste durch. In diesem System entschieden je zu einem Drittel Bürger in einer öffentlichen Abstimmung im Internet, der Vorstand sowie alle Mitglieder über die Reihung der Kandidaten. Die Kandidatur war dabei nicht von einer NEOS-Mitgliedschaft abhängig, und die Kandidaten stellten sich nach einem kurzen Hearing den drei Vorwahlmodi. Die endgültige Zusammensetzung der NEOS-Bundesliste zum Antritt bei der Nationalratswahl 2013 wurde am 1. Mai 2013 verkündet. Am 19. Juli 2013 gab die Partei bekannt, in allen Bundesländern die nötige Zahl an Unterstützungserklärungen erreicht zu haben, um bundesweit bei der Nationalratswahl antreten zu können. Ab dem 5. September warb auch der Bauindustrielle Hans Peter Haselsteiner, der zuvor nur als Geldgeber und Unterstützer für die Partei aufgetreten war, aktiv um Stimmen für NEOS, wenngleich er selbst nicht auf den Wahllisten der Partei aufschien.
Bei der Wahl wurde die Partei unter dem Namen „NEOS – Das Neue Österreich und Liberales Forum“ mit der Kurzbezeichnung „NEOS“ auf dem Stimmzettel geführt. Sie erreichte bei der Wahl 5 % der Stimmen und insgesamt neun Mandate im Nationalrat. Damit zog die Partei bei ihrer Angelobung am 29. Oktober 2013 als Parlamentsklub mit dem Namen NEOS – Das neue Österreich und Liberales Forum als kleinste Partei in den XXV. österreichischen Nationalrat ein.

### Fusion mit dem Liberalen Forum
Nach der erfolgreichen ersten Nationalratswahl beschlossen die beiden zuvor eigenständigen Parteien des Wahlbündnisses, miteinander zu fusionieren. Diese Fusion erfolgte am 25. Jänner 2014 im Rahmen eines Parteikonvents, wobei aus den Parteien NEOS – Das Neue Österreich sowie Liberales Forum die neue Partei NEOS – Das Neue Österreich und Liberales Forum entstand. Zum Vorsitzenden der neuen Partei wurde der bisherige NEOS-Vorsitzende Matthias Strolz gewählt, seine Stellvertreterinnen wurden die bisherige Chefin des Liberalen Forums, Angelika Mlinar, und die NEOS-Vorsitzende in Wien, Beate Meinl-Reisinger. Im Zuge der Fusion wurde am 30. Jänner 2014 auch der Nationalrats-Klub in Klub von NEOS umbenannt.
Am 22. März erfolgte die Einbindung des dritten Partners aus dem ehemaligen Wahlbündnis bei der Nationalratswahl. Die Jungen Liberalen (JuLis) gliederten sich im Rahmen eines Bundeskongresses in Salzburg unter dem neuen Namen JUNOS – Junge liberale NEOS in die Partei ein und wurden damit deren offizieller Jugendverband. Bundesvorsitzender der Junos wurde der bisherige JuLis-Vorsitzende und NEOS-Nationalratsabgeordnete Nikolaus Scherak, der bereits zuvor Mitglied im NEOS-Vorstand war.

### Antreten bei Wahlen im Jahr 2014
Bei den Gemeindewahlen in Salzburg am 9. März 2014 konnte NEOS beim erstmaligen Antreten in vier Gemeinden im Bundesland Salzburg (Stadt Salzburg, Hallein, Obertrum und Abtenau) in jeder dieser Gemeinden mindestens ein Mandat in der jeweiligen Gemeindevertretung erreichen. In der Stadt Salzburg wählten 12,4 % der Wähler NEOS, was fünf Mandate in der Stadtvertretung und einen Stadtratsposten bedeutete – als viertstärkste Kraft mit knappem Vorsprung auf die FPÖ.
Anfang 2014 führte die Partei wie schon bei der vorangegangenen Nationalratswahl offene, dreistufige Vorwahlen durch, um ihre Kandidaten für die Europawahl 2014 zu nominieren. Aus diesem Vorwahlprozess ging am 15. Februar 2014 die stellvertretende Parteivorsitzende und zu diesem Zeitpunkt Nationalratsabgeordnete Angelika Mlinar als Spitzenkandidatin hervor. Bei der Wahl am 25. Mai 2014 erhielt NEOS mit 8,1 % der Stimmen eines der 18 zu vergebenden österreichischen Mandate im EU-Parlament, wo die entsandte Abgeordnete in der Folge der Fraktion der Allianz der Liberalen und Demokraten für Europa angehörte.
2014 kandidierten die NEOS bei der Landtagswahl in Vorarlberg, das als Heimatbundesland von Matthias Strolz mit seiner breiten bürgerlich-liberalen Wählerschicht neben Wien als aussichtsreichstes Bundesland für die Partei galt. Im Vorfeld der Wahl musste jedoch das dreistufige Vorwahlsystem wegen eines bekanntgewordenen Missbrauchs durch ehemalige Parteimitglieder geändert werden, sodass die offene Online-Vorwahl wegfiel und stattdessen die Vorarlberger Mitgliederversammlung zu zwei Dritteln über die Listenplätze entschied. Bei der Landtagswahl am 21. September 2014 blieb NEOS mit einem Stimmenanteil von 6,89 % und zwei Landtagsmandaten hinter den Erwartungen zurück. Insbesondere gelang es nicht, die Hürde für die Gründung eines eigenen Landtagsklubs (möglich ab drei Mandaten) zu überspringen.

### Wien-Wahl 2015 und weitere Wahlgänge

Länder, in denen NEOS im Landtag vertreten ist
als Mitglied der Landesregierung
als Oppositionspartei

Die ersten Wahlen im Jahr 2015 waren die am 25. Jänner stattfindenden Gemeinderatswahlen in Niederösterreich, wobei NEOS in 43 Gemeinden kandidierte. Hauptsächlich trat die Partei dabei in den Gemeinden im Wiener Umland, dem sogenannten „Wiener Speckgürtel“ mit mehrheitlich urbaner Bevölkerung an. In Guntramsdorf trat NEOS einer Koalition mit der SPÖ und den Grünen bei und stellt seither mit Elisabeth Manz die erste NEOS-Vizebürgermeisterin in Österreich. In allen Gemeinden zusammen erreichte NEOS 36 Gemeindemandate, das beste Ergebnis erzielten sie dabei in der Gemeinde Pyhra im Bezirk St. Pölten mit 18,08 % der Wählerstimmen.
Bei den Wirtschaftskammerwahlen 2015 von 23. bis 26. Februar kandidierte erstmals UNOS (Unternehmerisches Österreich), die Wirtschaftskammer-Organisation von NEOS. Österreichweit erreichten die Unos bei der Wirtschaftskammerwahl 2,0 % der Stimmen und 76 Mandate in den Fachgruppenausschüssen.
Bei den Gemeinderats- und Bürgermeisterwahlen in Kärnten 2015 am 1. März trat NEOS in sieben der 132 Gemeinden an und schaffte in fünf Gemeinden den Einzug. Bei den Gemeindevertretungs- und Bürgermeisterwahlen in Vorarlberg 2015 am 15. März kandidierte NEOS in vier der 96 Gemeinden und schaffte in diesen jeweils den Einzug in die Gemeindevertretungen. Bei den Gemeinderatswahlen in der Steiermark 2015 am 22. März trat NEOS in 15 Gemeinden an und erreichte in 6 davon mindestens ein Mandat im Gemeinderat.
Einen starken Rückschlag erlitt NEOS bei den zeitgleich am 31. Mai stattfindenden Landtagswahlen in der Steiermark und im Burgenland. Bei beiden Wahlgängen konnte NEOS trotz landesweiter Kandidatur den Einzug in den Landtag nicht erreichen. In der Steiermark erhielt die Partei 2,64 % der Stimmen, im Burgenland 2,33 %. Auch das erhoffte Grundmandat im steirischen Landtagswahlkreis 1, der die Stadt Graz und den Bezirk Graz-Umgebung umfasst, konnte NEOS nicht erreichen. Ähnlich ging auch die Landtagswahl in Oberösterreich am 27. September für NEOS aus. Trotz landesweiter Kandidatur erreichte die Partei mit 3,47 % der Stimmen aufgrund des Verfehlens der Vier-Prozent-Hürde den Einzug in den Landtag knapp nicht. Bei den zeitgleich stattfindenden Gemeinderats- und Bürgermeisterwahlen in Oberösterreich konnte NEOS in 14 von 18 Gemeinden, in denen die Partei zur Wahl angetreten war, zumindest ein Mandat erreichen.
Die mit Abstand wichtigste Wahl des Jahres 2015 war jedoch die Wiener Landtags- und Gemeinderatswahl am 11. Oktober. Für diese wurde bereits im Februar 2015 Beate Meinl-Reisinger als Spitzenkandidatin von NEOS bestätigt. Im Vorfeld der Wahl positionierte sich die Partei im Rahmen ihres Wahlkampfs insbesondere gegen „den aufgeblasenen Politapparat“ und „Verschwendung“. Bei der Wahl selbst schaffte NEOS mit 6,16 % der Stimmen den Einzug in den Wiener Gemeinderat und Landtag und damit zum zweiten Mal einen Einzug in ein Landesparlament (nach Vorarlberg 2014). Mit fünf Mandaten war die Partei im Gemeinderat und Landtag der 20. Gesetzgebungsperiode die kleinste Fraktion.

### Wahlgänge 2016 und 2017
Beim ersten Wahlgang im Jahr 2016, der am 17. April 2016 abgehaltenen Gemeinderatswahl in St. Pölten, erreichte NEOS nur 1,6 % und damit kein Mandat im St. Pöltner Gemeinderat. Bei der kurz darauf abgehaltenen Bundespräsidentenwahl am 24. April 2016 unterstützte die Partei sowohl die unabhängige Kandidatin Irmgard Griss als auch den ehemaligen Grünen Bundessprecher Alexander Van der Bellen, der etwa 100.000 Stimmen mehr als Griss erhielt und somit in die Stichwahl einzog. Van der Bellen wurde letztlich nach einer Aufhebung dieser Stichwahl und einer Wahlwiederholung im Dezember 2016 auch zum Bundespräsidenten gewählt.
Ende des Jahres 2016 kam es zu innerparteilichen Umstellungen bei NEOS: Der bisherige Bundesgeschäftsführer Feri Thierry legte sein Amt mit Ende Oktober zurück, sein Nachfolger wurde der bisherige Klubdirektor im Nationalrat, Stefan Egger. Gleichzeitig wurde mit 1. Dezember das Amt eines Generalsekretärs geschaffen, das Nikola Donig, bis dahin Kommunikationschef der Partei, übernahm. Bei der Gemeinderatswahl in Graz 2017 erreichte NEOS 3,94 % der Stimmen und damit ein Mandat im Gemeinderat der zweitgrößten Stadt Österreichs.
Ab dem 30. März 2017 umfasste der Nationalrats-Klub von NEOS nur noch 8 Abgeordnete, nachdem der bisherige NEOS-Abgeordnete Christoph Vavrik nach einer als homophob aufgefassten und stark kritisierten Äußerung Klub und Partei verlassen hatte und überraschend in den Klub der ÖVP gewechselt war. Zuvor war mehrfach von Seiten der Partei kommuniziert worden, Vavrik werde sein Mandat mit Ende März zurücklegen, und es wurde auch schon eine Nachfolgerin für ihn benannt. Vom Klubübertritt und dem damit verbundenen Mandatsverlust für NEOS wurde die Partei am 30. März ebenso wie die Öffentlichkeit überrascht.
Am 7. Juli 2017 wurde bekannt gegeben, dass die Partei bei der vorgezogenen Nationalratswahl im Oktober 2017 als Wahlbündnis unter dem Namen NEOS – Das Neue Österreich gemeinsam mit Irmgard Griss, Bürgerinnen und Bürger für Freiheit und Verantwortung (Kurzbezeichnung NEOS) antreten werde. Die ehemalige Präsidentschaftskandidatin Irmgard Griss kandidierte dabei hinter Parteichef Matthias Strolz auf Platz zwei der Bundesliste. Auf den weiteren Plätzen der Bundesliste folgten die Spitzenkandidatin der NEOS zur Wiener Landtags- und Gemeinderatswahl 2015, Beate Meinl-Reisinger, der Sozialsprecher des NEOS-Parlamentsklubs, Gerald Loacker, und der Wirtschaftssprecher, Sepp Schellhorn. Im Ergebnis konnte das Wahlbündnis bei der Nationalratswahl 5,3 % der abgegebenen, gültigen Stimmen erreichen und seinen Stimmenanteil somit im Vergleich mit der vorangegangenen Nationalratswahl 2013 um 0,3 Prozent ausbauen. Daraus resultierend gehörten dem Nationalrat der 26. Legislaturperiode zehn Mandatare des Wahlbündnisses NEOS – Das Neue Österreich gemeinsam mit Irmgard Griss, Bürgerinnen und Bürger für Freiheit und Verantwortung an, von denen bis auf Irmgard Griss alle Parteimitglieder von NEOS waren.

### Landtagswahlen 2018 und erstmaliger Einzug in eine Landesregierung
Bei der Landtagswahl in Niederösterreich am 28. Jänner 2018 erreichte die Partei mit Spitzenkandidatin Indra Collini 5,15 % der Stimmen und zog mit drei Mandaten erstmals den Landtag ein. Auch bei der Landtagswahl in Tirol am 25. Februar 2018 schaffte NEOS mit 5,2 % der Stimmen und zwei Mandaten den Einzug in den Landtag. Bei der Landtagswahl in Kärnten am 4. März 2018 verpasste das neu gegründete Wahlbündnis NEOS – Mein Südkärnten – Moja Južna Koroška mit 2,1 % der Stimmen den Einzug in den Landtag deutlich.
Ihr bis dahin bestes Wahlergebnis erreichte die Partei bei der Landtagswahl in Salzburg am 22. April 2018, wo sie unter der Führung von Spitzenkandidat Sepp Schellhorn 7,3 % der Stimmen bekam und in der Folge mit drei Mandaten in den Salzburger Landtag einzog. Salzburg wurde damit nach Vorarlberg, Wien, Niederösterreich und Tirol das fünfte Bundesland, in dem NEOS im Landtag vertreten ist. Im Anschluss daran trat NEOS in Koalitionsverhandlungen mit der stimmenstärksten Partei, der ÖVP, und den Grünen. Nachdem diese Koalitionsverhandlungen positiv abgeschlossen werden konnten, zog die Partei erstmals in eine Landesregierung ein, wodurch es in Salzburg zur so genannten „Dirndl-Koalition“ aus ÖVP, Grünen und NEOS kam. In der Landesregierung Haslauer II unter Landeshauptmann Wilfried Haslauer übernahm die NEOS-Landesrätin Andrea Klambauer die Ressorts Wohnbau, Kinderbetreuung, Familien, Wissenschaft, Erwachsenenbildung, Frauen, Chancengleichheit, Generationen und Integration. Nach dem Parteiaustritt von Klubobmann Josef Egger im März 2022 verlor NEOS im Salzburger Landtag den Klubstatus und damit Teile der Parteiförderung.

### Ende der Ära Matthias Strolz
Am 7. Mai 2018 kündigte der Gründungsvorsitzende von NEOS, Matthias Strolz, überraschend an, dass er mit Ende Juni 2018 das Amt als Parteivorsitzender zurücklegen, in weiterer Folge im Herbst auch als Klubobmann zurücktreten und aus dem Nationalrat ausscheiden werde. Bei einer Mitgliederversammlung am 23. Juni 2018 wurde Beate Meinl-Reisinger, die bisherige Landesvorsitzende von NEOS in Wien, mit 94,8 Prozent der Stimmen zu Matthias Strolz' Nachfolgerin als Parteivorsitzende gewählt. Als ihre neuen Stellvertreter wurden die beiden Nationalratsabgeordneten Nikolaus Scherak und Sepp Schellhorn bestimmt. Meinl-Reisinger übernahm in der Folge auch das Nationalratsmandat und den Klubvorsitz im Nationalrat von Strolz, der sich aus der Politik zurückzog. Im März 2019 wurde bekanntgegeben, dass Robert Luschnik im Juli 2019 Stefan Egger als Bundesgeschäftsführer nachfolgen soll.
Bei der ersten bundesweiten Wahl im Jahr 2019, der Europawahl am 26. Mai, konnte NEOS zum zweiten Mal nach 2014 ein Mandat im Europäischen Parlament erreichen. Die Partei kam mit ihrer Spitzenkandidatin Claudia Gamon auf 8,44 % der abgegebenen Stimmen und konnte damit den Stimmanteil im Vergleich zum erstmaligen Antreten bei Europawahlen im Jahr 2014 um 0,30 % steigern.
Im Vorfeld der Nationalratswahl in Österreich 2019 wurde von NEOS erneut – wie schon bei der Wahl 2017 mit Irmgard Griss – eine strategische Partnerschaft mit einem prominenten Quereinsteiger präsentiert: Der ehemalige Herausgeber der Tageszeitung Kurier, Helmut Brandstätter, wurde von der NEOS-Mitgliederversammlung mittels einer „Wildcard“ auf Platz 2 der Bundesliste gewählt. Am Tag vor seiner Vorstellung als NEOS-Kandidat hatte Brandstätter ein Buch mit dem Titel „Kurz & Kickl – ihr Spiel mit Macht und Angst“ vorgestellt, in dem er seine politischen Ansichten zur vergangenen ÖVP/FPÖ-Koalition verarbeitete. Bei der Wahl konnte NEOS 8,1 % der abgegebenen Stimmen und damit einen deutlichen Zuwachs im Vergleich zur letzten Nationalratswahl 2017 erreichen. Die Partei ist damit im Nationalrat der 27. Legislaturperiode mit nunmehr 15 Mandataren vertreten.
Bei der zwei Wochen nach der Nationalratswahl stattfindenden Landtagswahl in Vorarlberg 2019 erreichte NEOS 8,5 % der abgegebenen Stimmen und konnte damit die Zahl der Mandate im Vorarlberger Landtag um eines auf insgesamt drei erhöhen. Damit konnte die Partei erstmals einen Landtagsklub im Vorarlberger Landtag bilden. Bei der Landtagswahl in der Steiermark 2019 schaffte NEOS erstmals auch in der Steiermark den Einzug in den Landtag Steiermark mit dem Erreichen eines Grundmandats im Landtagswahlkreis 1. Insgesamt bekam die Partei mit ihrem Spitzenkandidaten Nikolaus Swatek 5,37 % der abgegebenen Stimmen und zog in der Folge mit zwei Mandataren in den steirischen Landtag ein.

### Weitere Landtagswahlen und Einzug in die Wiener Landesregierung
Das Jahr 2020 begann für NEOS mit der Enttäuschung darüber, erneut (nach dem erstmaligen Antritt 2015) den Einzug in den Burgenländischen Landtag bei der Landtagswahl am 26. Jänner 2020 mit nur 1,71 % der abgegebenen Stimmen klar verpasst zu haben. Dieses Ergebnis stellte sogar noch einen Verlust von 0,62 Prozentpunkten im Vergleich zur Wahl 2015 dar.
Bei der unter dem Eindruck der weltweiten COVID-19-Pandemie abgehaltenen Landtags- und Gemeinderatswahl in Wien am 11. Oktober 2020 konnte NEOS mit dem Spitzenkandidaten Christoph Wiederkehr ein Ergebnis von 7,47 % der abgegebenen Stimmen – und damit einen Zuwachs von 1,31 Prozentpunkten – erreichen. Die Partei zog daher mit acht Mandataren in den Wiener Gemeinderat und Landtag ein. Nach Sondierungsgesprächen mit der ÖVP, den Grünen und NEOS gab die weitaus stimmenstärkste Partei, die SPÖ Wien, am 27. Oktober bekannt, mit NEOS in Koalitionsgespräche einzutreten. Diese Koalitionsgespräche führten schließlich am 16. November 2020 zur Bildung der ersten Rot-Pinken „Sozialliberalen“ Koalition in Österreich (Landesregierung und Stadtsenat Ludwig II), geführt von Bürgermeister Michael Ludwig (SPÖ) und dem designierten Vizebürgermeister Christoph Wiederkehr (NEOS).
Im Mai 2021 wurde bekannt, dass der Nationalratsabgeordnete Douglas Hoyos Ende Juni 2021 Nick Donig als Generalsekretär nachfolgen soll. Am 19. Juni 2021 wurde Beate Meinl-Reisinger bei der Mitgliederversammlung im Linzer Design Center mit 93 Prozent der Stimmen als Vorsitzende wiedergewählt, Stellvertreter wurden Wiens Vizebürgermeister Christoph Wiederkehr und die Salzburger Landesrätin Andrea Klambauer, die in dieser Funktion Nikolaus Scherak und Sepp Schellhorn nachfolgten. Europaabgeordnete Claudia Gamon und der stellvertretende Klubobmann Gerald Loacker zogen in den Vorstand ein.
Bei der Landtagswahl in Oberösterreich am 26. September 2021 schaffte die Partei schließlich bei ihrem zweiten Antritt in diesem Bundesland den Einzug in den Oberösterreichischen Landtag. NEOS erreichte dabei 4,23 Prozent der abgegebenen Stimmen und konnte damit die 4-Prozent-Hürde zum Einzug in den Landtag überschreiten. Die Partei zog mit zwei Mandataren als kleinste Fraktion in den oberösterreichischen Landtag ein. Bei der vorgezogenen Landtagswahl in Tirol am 25. September 2022 gewann die Partei knapp über 1 Prozent dazu, was sich aber nicht auf die Zahl der Mandate auswirkte.
Bei der Landtagswahl in Niederösterreich 2023 am 29. Jänner erreichte die Partei 6,67 % der Stimmen, ein Plus von 1,52 Prozentpunkten. Hinsichtlich der Mandate gab es keine Veränderung, Abgeordnete blieben Indra Collini, Helmut Hofer-Gruber und Edith Kollermann. Am 4. Februar 2023 wurde Claudia Gamon als Nachfolgerin von Sabine Scheffknecht zur Landessprecherin in Vorarlberg gewählt. Nach der Landtagswahl in Salzburg 2023, bei der NEOS an der 5%-Hürde scheiterten und damit aus dem Landtag ausschieden, gab Landessprecherin Andrea Klambauer am 25. April 2023 ihren Rücktritt bekannt. Im Oktober 2023 wurde Lisa Aldali zur Landessprecherin von NEOS Salzburg gewählt.
Im Juni 2023 wurde der Wechsel von Robert Luschnik in die Privatwirtschaft bekannt, als Nachfolgerin als Bundesgeschäftsführerin ab dem 1. September 2023 wurde Claudia Jäger designiert.
Bei der Europawahl 2024 am 9. Juni 2024, bei welcher der Nationalratsabgeordneter Helmut Brandstätter als Spitzenkandidat für die Partei kandidierte, erreichte NEOS mit 10,14 % und einem Zugewinn von 1,70 Prozentpunkten ihr bisher bestes Ergebnis bei einer Europawahl, sowie bei einer bundesweiten Wahl überhaupt. Die Partei wird künftig zwei Abgeordnete ins Europäische Parlament entsenden.

### Regierungsbeteiligung auf Bundesebene
Da bei der Nationalratswahl 2024 am 29. September 2024 ÖVP und SPÖ gemeinsam nur auf eine knappe absolute Mehrheit von 92 Mandaten kamen, wurde NEOS erstmals auf Bundesebene eingeladen, Gespräche zur Bildung einer Koalitionsregierung zu führen. Im Jänner 2025 legte Lisa Aldali ihre Funktion als Landessprecherin von NEOS im Bundesland Salzburg zurück. Am 3. März 2025 wurde die Bundesregierung Stocker mit Beate Meinl-Reisinger als Außenministerin, Christoph Wiederkehr als Bildungsminister und Sepp Schellhorn als Staatssekretär für Deregulierung und Entbürokratisierung, Auslandskultur und Unternehmensservice angelobt.
Im Mai 2025 wurde Sepp Schellhorn zum Landessprecher von NEOS Salzburg gewählt, er setzte sich gegen Gegenkandidat Ignacio Patt mit 37 zu 32 Stimmen durch.

## Politische Ausrichtung
NEOS wird von der Presse als liberale Partei der Mitte wahrgenommen. Sie wurde auch in einer politikwissenschaftlichen Analyse aus dem Jahr 2016 von den Wissenschaftlern David Johann, Marcelo Jenny und Sylvia Kritzinger von der Universität Wien als „klassische Partei der Mitte“ bezeichnet. Diese Verortung in der politischen Mitte machten die Autoren vor allem daran fest, dass die Partei sowohl hinsichtlich ihrer Programmatik als auch der Selbstverortung ihrer Wählerschaft zwischen den beiden schon länger bestehenden Parteien ÖVP und Die Grünen situiert sei. So wurden etwa programmatische Überschneidungen in der Wirtschafts- und Steuerpolitik mit Positionen der ÖVP sowie in der Gesellschafts- und Bildungspolitik mit den Grünen festgestellt. Die Wähler von NEOS verorteten sich selbst in Untersuchungen auf einer Links-Rechts-Skala demnach sehr ähnlich wie die Wähler der ÖVP überwiegend in der Mitte des politischen Spektrums, wenngleich bei diesen eine leichte Tendenz nach rechts, bei den NEOS-Wählern hingegen eine leichte Tendenz nach links zu beobachten sei. Durch die Verortung von NEOS zwischen ÖVP und Grünen über verschiedene Politikbereiche hinweg könne die Partei gesamtheitlich betrachtet „tatsächlich als Vertretung für ein modernes, liberales Bürgertum betrachtet werden“.

## Programm
In Vorbereitung auf die Nationalratswahl 2013 arbeitete die Partei einen 9½-Punkte-Plan aus, der als programmatischer Leitfaden für die Parteimitglieder diente. Das gesamte Parteiprogramm, in das die Ergebnisse der einzelnen Themengruppen einflossen, nennt die Partei „Pläne für ein neues Österreich“.

### Thematische Schwerpunkte
Inhaltlich setzt NEOS die thematischen Schwerpunkte in den Bereichen Bildung, Europa und direkte Demokratie. Die Partei tritt dabei nach liberalem Verständnis für starke Autonomie der Schulen und die Aufwertung frühpädagogischer Einrichtungen ein. Nach Vorstellung der Partei soll es einen Wettbewerb der Schulmodelle geben und eine mittlere Reife mit einheitlichen Standards. Europapolitisch tritt NEOS für einen europäischen Bundesstaat ein. Mittelfristig soll ein EU-weiter Konvent, dessen Mitglieder von der Bevölkerung gewählt werden, eine neue Verfassung ausarbeiten. Darüber hinaus hat sich Parteigründer Strolz für die Senkung der Parteienförderung um 75 Prozent ausgesprochen.
Im Wahlkampf vor der Nationalratswahl 2013 positionierte sich NEOS programmatisch im Bereich der Generationengerechtigkeit und dort insbesondere im Hinblick auf das geltende österreichische Pensionssystem. Die Partei forderte, dass Pensionen im Umfang von monatlich über 5000 Euro um 15 Prozent gekürzt und Pensionen von mehr als 2500 Euro nicht mehr jährlich an die Inflation angepasst werden sollten, um das Pensionssystem wieder „enkelfit“ zu machen.

### Sozial- und Arbeitspolitik
Im Sozialbereich ist NEOS dafür, die Leistungen zielgerichtet zu gestalten. Ein Teil dieser Überlegungen ist das eigenkonzipierte BürgerInnengeld, das an Milton Friedmans Negativsteuer angelehnt ist. Außerdem lehnt es eine Substanzbesteuerung von Vermögen und Erbschaften strikt ab. Allerdings tritt es für eine Vermögenszuwachssteuer sowie für die Anpassung der Grundsteuer ein. Eine weitere Forderung ist die Senkung des Eingangssteuersatzes sowie die Entlastung der höheren Einkommen durch Anhebung der Schwelle für den Spitzensteuersatz. Im Rahmen einer Mitgliederversammlung am Nationalfeiertag 2014 beschlossen die Mitglieder von NEOS, dass die Partei im Bereich der Drogenpolitik zukünftig für eine vollständige Freigabe weicher Drogen, wie etwa Cannabis, einsteht.
Arbeitsmarktpolitisch stellt sich NEOS tendenziell eher gegen Mindestlöhne, kollektivvertragliche Vereinbarungen der Sozialpartner sollen nach Ansicht der Partei Richtliniencharakter haben. Als klassisch liberale Partei fordert NEOS die Privatisierung von öffentlichen Anteilen an Unternehmen im Energie-, Telekom- und Schienenverkehrsbereich.

## Organisationsstruktur
Die Partei NEOS – Das Neue Österreich und Liberales Forum ist vielschichtig strukturiert und umfasst den Parlamentsklub, die Vertretung im EU-Parlament, die Landesorganisationen, das NEOS Lab, UNOS, JUNOS, Materie und internationale Beziehungen.

### Parlamentsklub
Der Parlamentsklub repräsentiert die Partei im österreichischen Nationalrat. Er engagiert sich für liberale Themen wie Transparenz, Bildungsförderung und Unterstützung von Unternehmertum, wobei er sich auf parteiübergreifende Zusammenarbeit fokussiert.

### EU-Parlament
Die NEOS im Europäischen Parlament vertreten liberale Anliegen mit Fokus auf Themen wie Demokratie, Transparenz und Bürgerrechte, um die europäische Integration und Zusammenarbeit zu stärken.

### Landesorganisationen
In jedem Bundesland gibt es Landesgruppen ohne eigene Rechtspersönlichkeit. Mitglieder gehören jener Landesgruppe an, für die sie sich erklären, basierend auf ihrem Hauptwohnsitz. Die Zugehörigkeit zu einer Landesgruppe kann mit Zustimmung des Landesteams bei Jahreswechsel geändert werden.

### Parteiakademie
Die Parteiakademie der NEOS (NEOS Lab) ist eine Plattform für politische Bildung und Innovation. Das Angebot umfasst die NEOS Lab Research für wissenschaftliche Daten, die NEOS Lab Academy für Aus- und Weiterbildung, und die NEOS Lab Community für gesellschaftspolitische Diskurse.

### Wirtschaftsplattform
Die Wirtschaftsplattform von NEOS (UNOS) fördert das Unternehmertum in Österreich und setzt sich für Bürokratieabbau, Steuerreformen und eine stärkere Förderung von Unternehmern ein. UNOS strebt eine Wirtschaftspolitik an, die Innovation unterstützt und Wirtschaftswachstum fördert.

### Jugendorganisation
Die Jugendorganisation von NEOS (JUNOS) engagiert sich für eine liberale Politik und setzt sich für Bildung, Marktwirtschaft, Rechtsstaatlichkeit, Nachhaltigkeit und eine offene Gesellschaft ein. Sie vertritt die Interessen junger Menschen und fördert politische Partizipation.

### Medienplattform
Die liberale Medienplattform des NEOS Parlamentsklubs (Materie) behandelt vielfältige politische Themen, insbesondere Rechtsstaatlichkeit, Transparenz und Demokratie und fördert liberale politische Diskussionen.

### NEOS X – International
Die 2012 gegründete Landesorganisation für Auslandsösterreicher (NEOS X – International) vertritt deren Anliegen, fordert einen eigenen Wahlkreis und die Vereinfachung der Stimmabgabe bei Wahlen. NEOS X setzt sich auch für Doppelstaatsbürgerschaften und die Minimierung von Bürokratie für Auslandsösterreicher ein.
Die Partei ist eine nach österreichischem Recht gegründete und beim Innenministerium registrierte Partei. Wie ein Verein unterhält auch die Partei eine Mitgliederversammlung, die das höchste Organ der Partei ist und alle maßgeblichen Entscheidungen treffen kann. Anders als bei anderen Vereinen oder Parteien hält NEOS mehrmals pro Jahr Mitgliederversammlungen unter Vorsitz eines dreiköpfigen Präsidiums ab, um die größtmögliche Einbindung der Parteimitglieder in die Entscheidungsfindungsprozesse zu ermöglichen. Von der Mitgliederversammlung bestellt ist der Vorstand der Partei, dem die operative Leitung zwischen den Mitgliederversammlungen obliegt.
Neben dem achtköpfigen Landesparteivorstand um Landessprecherin Arlette Zakarian aus Straßburg und dem Stellvertretenden Landessprecher Klaus Kitzmüller vertreten die Partei NEOS derzeit (Stand März 2024) zehn offizielle Representatives (Reps) in den diversen Städten und Staaten nach innen und außen hin:
- Elmar André, Rep München (NEOS X Finanzreferent)
- Stefan Bichler, Rep Rumänien
- Matthias Laurenz Gräff, Rep Griechenland und Zypern
- Daniel Kaufmann, Rep Serbien und Zypern
- Julia Kindelsberger, Rep New York
- Felix Mittermayer, Rep Brüssel, International Officer
- Friedrich Nell, Rep Luxemburg
- Alexander Philipp Räder, Rep London (Mitglied im NEOS X Landesteam)
- Constantin Sluka, Rep Basel (Mitglied im NEOS X Landesteam)
- Arlette Zakarian, Rep Straßburg (Landessprecherin NEOS X)

### Vorwahlen
Eine Besonderheit von NEOS ist, dass die Reihung von Kandidaten bei Wahlen durch einen öffentlichen, dreistufigen Vorwahlprozess ermittelt wird. Jeder Bürger kann sich um ein Mandat bewerben, eine Mitgliedschaft bei NEOS ist nicht notwendig. In der ersten Vorwahlstufe können alle Bürger, die sich online auf der Neos-Vorwahlplattform registriert haben, ihren bevorzugten Kandidaten Punkte geben. In der zweiten Vorwahlstufe vergeben die Mitglieder des erweiterten Vorstands von NEOS, welcher sich aus dem Vorstand, den Vorsitzenden der Landesparteien sowie von den NEOS-Mitgliedern in diesen gewählten Bürgern zusammensetzt, Punkte an ihre bevorzugten Kandidaten. In der dritten Vorwahlstufe können die Mitglieder von NEOS Punkte an Kandidaten vergeben. Jede Vorwahlstufe entscheidet zu einem Drittel darüber, welchen Listenplatz ein Kandidat erhält. Damit ist NEOS die einzige im österreichischen Nationalrat vertretene Partei, bei der auch Bürger, die nicht Mitglied der Partei sind, bei der Listenerstellung mitentscheiden können. Neben den Grünen ist NEOS eine von zwei Parteien, bei denen einfache Parteimitglieder einen umfassenden Einfluss bei der Listenerstellung haben.

### Partizipation
Inhaltliche Positionen werden bei NEOS in sogenannten „Themengruppen“ erarbeitet, denen auch Nicht-Parteimitglieder angehören können und innerhalb derer Diskussionen zur Positionierung der Gesamtpartei stattfinden. Zusätzlich können auch Bürger_innenforen und Expert_innenforen eingerichtet werden, um Bürger und Experten in die Entscheidungsfindungen einzubeziehen. Außerdem bietet die Partei die Möglichkeit, sich an den meisten dieser Foren auch online zu beteiligen. Vor Mitgliederversammlungen sind die Anträge zur Online-Begutachtung verfügbar, um eine weitere Möglichkeit zum Einbringen von Rückmeldungen zu bieten.
Die Organisationsstrukturen von NEOS in den Bundesländern sind keine eigenständigen Landesparteien, sondern gehören jeweils der österreichweiten Gesamtpartei an. Dennoch gibt es für jedes Bundesland so genannte Landesteams mit einem Landessprecher, der die Koordination der Tätigkeiten im Bundesland übernimmt. Zusätzlich zu den neun Landesteams wurde mit NEOS X – 10. Bundesland eine Sektion für Auslandsösterreicher geschaffen.

### Finanzierung
Trotz ihres Eintretens für die Senkung der Parteienförderung wird die Partei wie alle anderen im Nationalrat vertretenen Parteien durch die staatliche Parteienförderung unterstützt. Sie beläuft sich nach der Nationalratswahl 2013 auf insgesamt etwa 4,9 Millionen Euro pro Jahr. Aufgrund der Tatsache, dass NEOS vor der Nationalratswahl keine staatliche Parteienförderung beziehen konnte, finanzierte sich die Partei bis dahin ausschließlich durch Spenden. Zuerst wurde auf eine Form des Micro-Funding, also vornehmlich Kleinspenden von Einzelpersonen, gesetzt, wobei diese transparent im Rahmen des Internetauftritts von NEOS veröffentlicht wurden. Wollte ein Spender nicht öffentlich genannt werden, so musste er dies ausdrücklich bei der Spende angeben. Anonyme Spenden nahm NEOS von Beginn an nicht an – sie wurden an eine karitative Organisation weitergegeben. NEOS veröffentlicht alle Einnahmen und Ausgaben auf einer eigens eingerichteten Transparenzwebsite. NEOS unterstützt das Open Data Portal Österreich, auf dem die Finanztransaktionen der Partei abgerufen werden können.
Zu den bis zu 2200 Kleinspendern kamen später größere Gönner, wie etwa der Industrielle Hans Peter Haselsteiner, der zuvor bereits in den 1990er-Jahren für das Liberale Forum Abgeordneter zum Nationalrat gewesen war und das LIF stets finanziell unterstützt hatte. Insgesamt wurden bis zum 25. Juli 2013 nach Angaben der Partei 840.000 Euro lukriert.

### Personen
Die Partei wird unter anderem von folgenden Personen im Nationalrat, Bundesrat sowie im EU-Parlament vertreten (Stand: Jänner 2024):

Bundesregierung

- Beate Meinl-Reisinger (Außenministerin)
- Christoph Wiederkehr (Bildungsminister)
- Sepp Schellhorn (Staatssekretär für Deregulierung)

Nationalratsabgeordnete
- Karl-Arthur Arlamovsky (Juni bis Oktober 2024)
- Michael Bernhard
- Henrike Brandstötter
- Karin Doppelbauer
- Fiona Fiedler
- Douglas Hoyos
- Stephanie Krisper
- Martina Künsberg Sarre
- Gerald Loacker (2013 bis 2024)
- Johannes Margreiter (2019 bis 2024)
- Beate Meinl-Reisinger (bis März 2025)
- Nikolaus Scherak
- Yannick Shetty (Klubobmann seit März 2025)
- Katharina Werner (2021 bis 2024)
- Janos Juvan  (seit März 2025)
- Ines Holzegger (seit März 2025)
- Gertraud Auinger-Oberzaucher (seit Oktober 2024)
- Veit Dengler (seit Oktober 2024)
- Markus Hofer (seit Oktober 2024)
- Christoph Pramhofer (seit Oktober 2024)
- Sophie Wotschke (seit Oktober 2024)

Bundesratsmitglied
- Manuela-Anna Sumah-Vospernik (Wien)

Abgeordnete zum Europäischen Parlament
- Helmut Brandstätter
- Anna Stürgkh